# Mathias Sunneborn
Mathias Sunneborn (Suecia, 27 de septiembre de 1970) es un atleta sueco retirado especializado en la prueba de salto de longitud, en la que consiguió ser subcampeón mundial en pista cubierta en 1995.

## Carrera deportiva
En el Campeonato Mundial de Atletismo en Pista Cubierta de 1995 ganó la medalla de plata en el salto de longitud, con un salto de 8.20 metros que fue récord nacional sueco, tras el cubano Iván Pedroso (oro con 8.51 metros) y por delante del estadounidense Erick Walder (bronce con 8.14 metros).